# Camplong (Aude)
Camplong d'Aude és un municipi francès, situat al departament de l'Aude i a la regió d'Occitània.